# 松田丈志
松田丈志（日语：／ Matsuda Takeshi，1984年6月23日—），日本男子游泳运动员，宮崎縣延岡市出身。

## 簡歷
松田曾代表日本出征2004年夏季奥林匹克运动会和2008年夏季奥林匹克运动会，并在2008年获得200米蝶泳铜牌。目前，松田还是200米蝶泳亚洲和日本纪录保持者，成绩是1:52.97。
2012年，松田代表日本出戰英國倫敦舉行的奥林匹克运动会游泳比賽男子100米蝶泳、200米蝶泳及4×100米混合泳接力賽事，奪得一銀一銅佳績。

## 外部連結
- 松田丈志的X（前Twitter）